# Aout 1944 (film)
Pour plus de détails, voir Fiche technique et Distribution.

Aout 1944 (В августе 44-го..., V avgouste 44-go...) est un film russo-biélorusse réalisé par Mikhaïl Nikolaïevitch Ptachouk (ru), sorti en 2000.

## Fiche technique
- Titre original : В августе 44-го...
- Titre français : Aout 1944[1]
- Réalisation : Mikhaïl Ptachouk
- Scénario : Vladimir Bogomolov
- Photographie : Vladimir Sporychkov
- Musique : Alexandre Gradski
- Pays d'origine : Biélorussie, Russie
- Format : Couleurs - 35 mm - Mono
- Genre : drame
- Durée : 117 minutes
- Date de sortie : 
  - 17 janvier 2001[2]

## Distribution
- Evgueni Mironov : Pavel Aliokhine
- Vladislav Galkine : Evgueni Tamantsev
- Iouri Kolokolnikov : Andreï Blinov
- Beata Tyszkiewicz : Grolinskaïa
- Alexeï Petrenko : Egorov
- Alexandre Feklistov : Poliakov
- Alexandre Balouïev : Alexei Elatomtsev
- Iouri Pristrom : Nikolaï Tchoubarov
- Alexandre Efimov : Sergueï
- Ramaz Tchkhikvadze : Staline